# Switchfoot
Switchfoot — американская альтернативная рок-группа из Сан-Диего (штат Калифорния), существующая с 1996 года. Членами группы являются Джон Форман (вокал, гитара), Тим Форман (бас-гитара, бэк-вокал), Чед Батлер (барабаны, перкуссия), Джером Фонтамильяс (гитара, клавишные, бэк-вокал) и Дрю Ширли (гитара). Группа известна тем, что разработала так называемый «Switchfoot sound» — плотный звук, тяжелый гитарный драйв, украшенный красивыми электронными импровизациями и легкими балладами.
Название Switchfoot является серферским термином, который описывает процесс, когда серфер меняет ноги для того, чтобы занять более удачную позицию на доске. «Мы все с детства увлекаемся серфингом, так что прекрасно понимаем смысл этого термина. „Switch foot“ означает развернуться в другую сторону, стоя на доске. Таким образом, мы подразумевали радикально новый подход к жизни и музыке.»

## История
Группа Switchfoot была основана в 1996 году как Chin Up. Первоначально в состав группы входили только Джон Форман, его брат Тим и Чед на барабанах. После нескольких выступлений в 1997 году группа встречает продюсера и звукорежиссёра Чарли Пикока и, в конечном итоге, подписывает с ним контракт на инди-лейбл Rethink под именем Switchfoot. Первое выступление под этим названием прошло на фестивале «Sun God Festival» в Университете Калифорнии в Сан-Диего. В дальнейшем Think Records будет распространять первые три альбома группы: «The Legend of Chin», «New Way to Be Human» и «Learning to Breathe». Последний оказался самым успешным из трёх и был номинирован на премию Грэмми в номинации «Лучший рок-госпел альбом» (англ. Best Rock Gospel Album).
В 2002 году музыка Switchfoot занимает видное место в фильме Спеши любить. Певица и актриса Мэнди Мур, игравшая главную роль в фильме, исполняла песню Switchfoot «Only Hope» на протяжении одной из сцен. После выхода фильма Джон Форман и Мэнди Мур, работая в дуэте, записали эту и ещё четыре песни совместного исполнения в кавер «Only Hope».

### The Beautiful Letdown
Почти сразу же после выпуска Learning to Breathe группа приступила к написанию нового альбома, но поскольку срок контракта с лейблом Rethink истек, выпуск альбома пришлось задержать. Подписав новый контракт с Columbia Records, Switchfoot отдали свой готовый материал для дополнительного микширования и сведения. В результате готовый альбом, получивший название The Beautiful Letdown, вышел только в феврале 2003-го, но по продажам он поднялся до 16-й строчки U.S. Billboard 200 и 16-й же строчки чарта Интернет альбомов Top Internet Albums. В христианском чарте Top Christian Albums он достиг пика. В общем, звездный час для группы наступил.
Два сингла Meant to Live и переизданная Dare You to Move вошли в двадцатку национального чарта США. Но основной успех группе обеспечило то, что Meant to Live вошёл в саундтрек к весьма коммерчески-успешному блокбастеру “Человек паук 2”. На эту песню было снято три видеоклипа, в последней версии которого были использованы фрагменты и декорации из “Человека паука 2”. Meant to Live засветился в ряде передовых чартов Сверенной Америки. Он попал на 5-ю строчку US Modern Rock chart, Pop 100 и Hot Adult Contemporary, а также на 7-ю U.S. Top 40, 18-ю U.S. Hot 100 и 36-ю Mainstream Rock Tracks. По продажам сам сингл стал “платиновым”.
Не меньший успех пришёлся на великолепную Dare You to Move, которая добралась до 17-й строчки Billboard Hot 100, 9-й Modern Rock Tracks, 6-й Pop 100 и Hot Adult Contemporary. Клип на песню вошёл в тройку чарта Top 20 Countdown музыкального канала VH1. В итоге этот сингл стал “золотым” по продажам.
Третьим синглом была выбрана песня This Is Your Life, пущенная в ротацию на многих радиостанциях, засветившись в тридцатках чартов US Modern Rock Tracks, US Top 40 и Hot AC. Но поскольку огромного успеха он не имел, группа решила не снимать на него клип. Тем не менее, песня вошла в саундтрек к ТВ-шоу The 440 и финальному эпизоду четвёртого сезона Smallville.
Клипы на песни Dare You to Move и Meant to Live имели ротацию на всех передовых музыкальных каналах, включая MTV, MTV2, Fuse, VH1 и канадский Much Music. В общей сложности альбом разошёлся тиражом в более чем 2.600.000 копий и в США стал “мульти-платиновым” и больше года не покидал чарт Billboard Top 200. В Канаде альбом стал “золотым”, поскольку его тираж превысил там отметку в 50.000 копий. The Beautiful Letdown удостоился премии San Diego Music Awards в категории “Альбом года”.
После такого колоссального успеха группа провела масштабный тур по Европе, посетив Англию, Германию и Голладнию, а в родном Сан-Диего им посчастливилось выступать вместе с Alter Bridge. Получившаяся из этого концерта DVD запись Live in San Diego удостоилась “платины”. В сумме за альбом, его песни и DVD Live in San Diego группа удостоилась 6-й премий GMA Dove Awards.

### Nothing Is Sound
В сентябре 2005-го Switchfoot выпустили Nothing Is Sound, который стал их самым быстро-распродаваемым альбомом, стартовав с 3-й строчки чарта Billboard 200! Это один из самых высоких результатов в истории христианской музыки, хотя сам альбом в сумме разошёлся тиражом всего в 700.000 копий. По результатам Интернет чарта Billboard Top Internet Albums альбом Nothing Is Sound поднялся до первого места, и, разумеется, поднялся до первой строчки христианского чарта Top Christian albums.
Первый сингл Stars достиг вершины чарта Modern Rock Radio, 16-й строчки чарта Modern Rock Tracks, 15-й в Adult Top 40, 17-й в Top 40 Adult Recurrents, 33-й в US Top 40 и Hot Digital Songs, 37-й US Top 40 Mainstream, 39-й US Mainstream Rock Tracks, US Top 40 Mainstream, 41-й Pop 100 и 68-й в Billboard Hot 100. А по продажам через Интернет этот сингл стал “золотым”. Видеоклип на Stars, отснятый полностью под водой, был взят в ротацию всеми ведущими музыкальными каналами и был удостоен премии GMA Dove Awards.
Второй сингл We Are One Tonight не имел большого успеха в чартах Billboard, и достиг только 39-й позиции Top 40 charts, но отснятый клип на эту песню стал, пожалуй, самым оригинальным клипом Switchfoot. По итогам 2006 года песня вошла в десятку чарта Christian Hit Radio, да к тому же она была использована каналом NBC в качестве саундтрека к Зимним Олимпийским Играм в Турине. Кроме того, она попала в саундтрек к American Idol и в видео хрониках команды Чикаго Уайт Сокс.
Третий сингл Happy Is a Yuppie Word, из текста которой группа вырвала название для альбома, не имел успеха в мейнстрим чартах, хотя первоначально именно он должен был стать первым синглом, но выбор лейбла пал на заразительный Stars.
Группой было отснято ещё три видео клипа - Happy Is a Yuppie Word, Lonely Nation и Politicians, но ротации они практически не имели, а клип на Politicians, в итоге, даже не был выпущен. Примерно то же самое случилось и с некоторыми песнями, которые должны были войти в альбом. Так, например, песни Goodnight Punk и Old Borego выходили только в качестве анрелизов. В японскую версию альбома вошла записанная в период The Beautiful Letdown песня Monday Comes Around, а также более длительная по времени версия песни Dare You to Move.
Nothing Is Sound имел бы ещё больший коммерческий успех, но лейбл Sony Records в своей маниакальной борьбе против скачивания, защитили альбом Nothing Is Sound настолько, что его нельзя было закачать в mp3, а поскольку современная молодежь живёт именно этим форматом, альбом потерял немало покупателей. Против такой защиты от копирования выступил Тим Форман и даже высказал своё негативное мнение об этом, за что чуть было не получил судебный иск от лейбла. Но позже, видимо, поняв свою ошибку, лейбл перевыпустил альбом без защиты от копирования в формат mp3, но продажи альбома от этого не выросли. Тем не менее, за Nothing Is Sound и его песни группа получила 4-е премии San Diego Music Awards.

### Vice Verses 2011
Восьмой студийный альбом Switchfoot, который уже давно получил название «Vice Verses», вышел 27 сентября. Над альбом команда работала в своей собственной студии в Сан-Диего с продюсером Нилом Авроном. Кстати, исполнительным продюсером стал Майк Элизондо, который был продюсером получившего Грэмми альбома «Hello Hurricane». Напомним, что этот предыдущий альбом Switchfoot, стартовал с 13 строчки Биллборда. Вот что говорят музыканты о своем новом студийном релизе: "Vice Verses — это альбом, в котором мы попытались описать разные полюсы человеческой жизни. Рассвет и закат, смех и боль, сомнения и вера. Мы постоянно живем в этом напряжении, но это не значит, что нам можно опустить руки и сдаться — наоборот, мы призваны к тому, чтобы победить тьму в своем сердце. "

## Другие проекты
В 2008 году группа записала песню «This Is Home» к фильму Хроники Нарнии: Принц Каспиан. По словам лидера группы Джона Формана, источником вдохновения для «This Is Home» стала именно одноимённая книга Клайва Льюиса: «Я всегда восхищался уникальной способностью Льюиса описывать красоту этого мира. Это не тот дом, для которого мы были созданы, но это то место, где мы должны изменять общество»

## Switchfoot и христианская музыка
Практически все песни, включительно с первого до последнего альбома, несут в себе не просто душевный, но и духовный смысл. Будучи верующим и вдохновлённым, Джон в своих песнях прославляет Бога.

## Награды

### Награда Orville H. Gibson Guitar
- 2001 — «Les Paul Horizon Award» за наибольшие обещания в гитарной музыке — Йон Форман

### Награда ASCAP
см. также: ASCAP
- 1997 — «Лучший новый исполнитель»
- 2006 — «Премия влияния» присуждается «за оказанное влияние на рок»[4] — Джон Форман
- 2006 — Top 50 наиболее исполняемых песен в 2005 — Dare You To Move

### GMA Dove Awards
см. также: GMA Dove Awards
- 2004 — «Рок-композиция года» — Ammunition
- 2004 — «Современный альбом года» — The Beautiful Letdown
- 2004 — «Современная рок-песня года» — Meant to Live
- 2005 — «Артист года»
- 2005 — «Лучший короткометражный клип года» — Dare You To Move
- 2005 — «Лучший полнометражный клип года» — Live In San Diego
- 2005 — «Рок-композиция года» — Dare You To Move
- 2006 — «Лучший короткометражный клип года» — Stars

### San Diego Music Awards
см. также: San Diego Music Awards (англ.)
- 1997 — «Лучший новый исполнитель»
- 2001 — «Лучший Поп-артист»
- 2001 — «Лучший Поп-альбом» — Learning to Breathe
- 2002 — «Лучший „взрослый“ артист альтернативной музыки»
- 2003 — «Лучший Поп-альбом» — The Beautiful Letdown
- 2003 — «Альбом года» — The Beautiful Letdown
- 2004 — «Композиция года» — Dare You To Move
- 2006 — «Исполнитель года»
- 2007 — «Альбом года» — Oh! Gravity

## Дискография
- 1997: The Legend of Chin
- 1999: New Way to Be Human
- 2000: Learning to Breathe
- 2003: The Beautiful Letdown
- 2005: Nothing Is Sound
- 2006: Oh! Gravity.
- 2009: Hello Hurricane
- 2011: Vice Verses
- 2014: Fading West
- 2016: Where the Light Shines Through
- 2019: Native Tongue
- 2020: Covers
- 2021: Interrobang

## Фильмография
- 1999: Жестокие игры — (композиция «Always something»)
- 2002: Спеши любить (в фильм вошли композиции «Dare You to Move», «Learning To Breathe», «You», «Only Hope»)
- 2004—2005:
  - «Зачарованные» — в 7 сезоне, эпизод «Чармагеддон» («Зачарованные») («This Is Your Life»)
  - «Тайны Смолвилля» — в 4 сезоне, в одном из эпизодов в финале. (композиция «This Is Your Life»)
  - «Холм одного дерева» («Dare You to Move»)
- 2004: История Золушки («Dare You to Move»)
- 2005: 4400 («This Is Your Life»)[5]
- 2008: Хроники Нарнии: Принц Каспиан (композиция «This Is Home»)
- 2011: Время (композиция «The War Inside»)
- 2011: Хижина в лесу (композиция «The Sound»)